# اللاهون (الأردن)
اللاهون أو الياهون هو موقع أثري في محافظة مادبا في الأردن. يعود تاريخ الموقع إلى عصور ما قبل التاريخ، مروراً بالفترات البرونزية، الحديدية، النبطي والإسلامي و حتى العهد العثماني. أهم آثار الموقع: قرية زراعية تعود للعصر البرونزي ومطاحن ومعاصر، قلعة، معبد وتحصينات رومانية بالإضافة لمعبد نبطي وقرية وشواهد استقرار في الفترتين البيزنطية والإسلامية.